# Molen Himbergen
Molen Himbergen is een stenen molenromp te Middelbeers, gelegen aan de Hertog Janstraat en aan de Kleine Beerze.
Het betreft een overblijfsel van een beltmolen. Deze bovenkruier heeft dienstgedaan als korenmolen. Ze werd gebouwd in 1884.
In september 1944 kwamen de bevrijders, maar door de gevechten werd de molen verwoest. De romp werd hersteld, want daar was de maalderij in gevestigd. Nog steeds is er een pakhuis en een winkel bij de molen. De binnenroede werd nog gebruikt voor het herstel van een molen in Vlierden. Sinds 2004 is de molen op de lijst van Rijksmonumenten geplaatst.
De laatste molenaar was Jos van Himbergen. Een gelijknamige, maar andere, molenaar was in dezelfde periode eigenaar van de molen De Nachtegaal der Maatvennen te Ravels.